# Fahrradverleihsystem in Peking

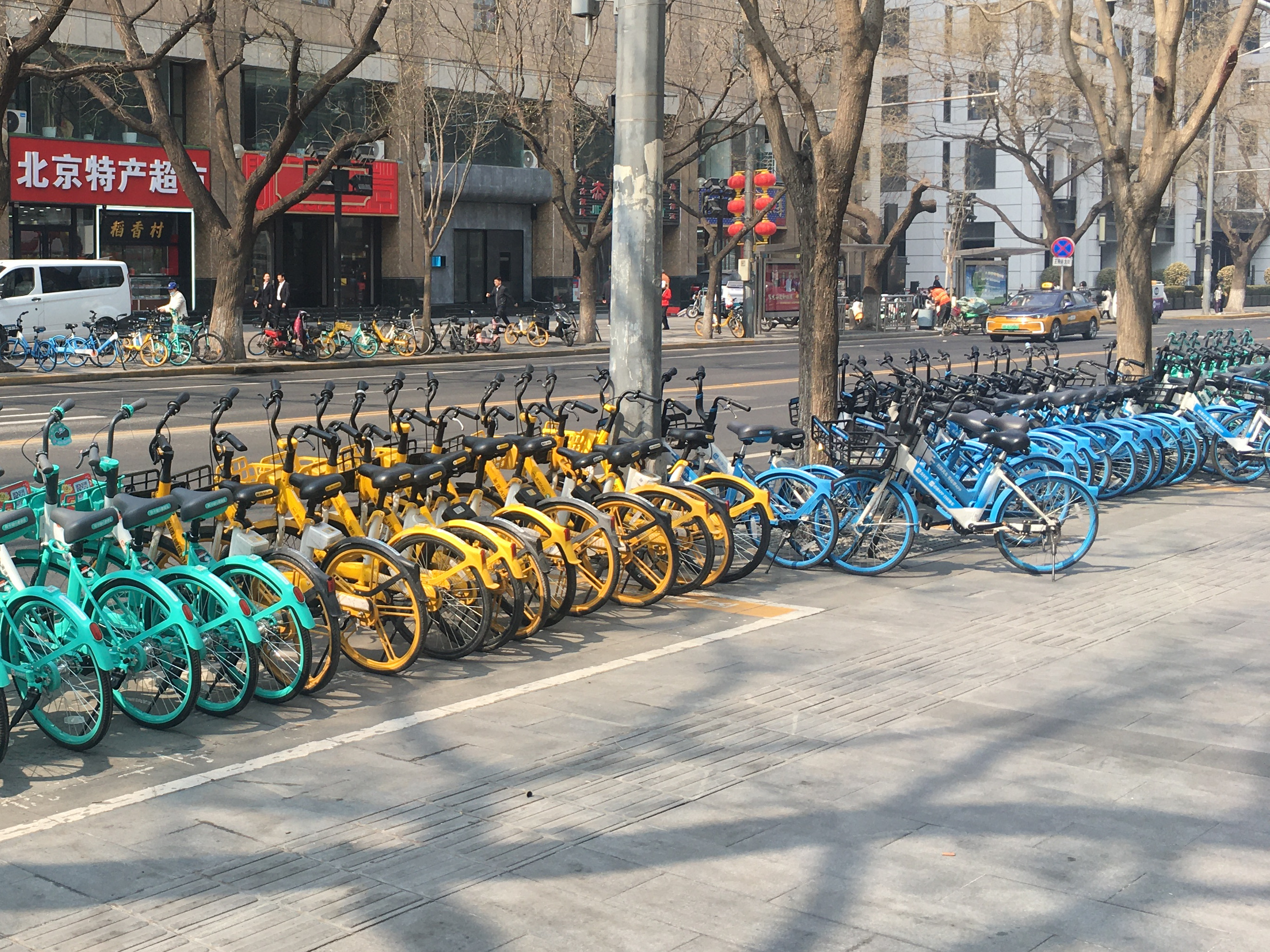
Abstellzone für Leihräder in Peking mit Rädern der Anbieter DiDi (cyan), Meituan (gelb) und Hello (hellblau)

Der Fahrradverleih in Peking und weiteren chinesischen Metropolen durchlief mit Aufkommen ubiquitärer Digitalisierung einen lebhaften Wandel.
Anfang 2024 war das Stadtbild geprägt von drei dominierenden Anbietern, bei allen drei Anbietern ist der Fahrradverleih nur eine Option im Angebot des Anbieter-Smartphone-Apps (alphabetisch sortiert)
- DiDi, cyan/weiße Räder, Hintergrund: Fahrtvermittler ähnlich Uber
- Hello bzw. HelloBike, hellblau/weiße Räder, Hauptanteilseigner ist Alipay
- Meituan, gelb/weiße Räder, Hintergrund: Lieferservice

Für ausländische Besucher dürfte Hello aktuell der am einfachsten nutzbare Anbieter sein, da Hello in Zusammenarbeit mit Alipay weder eine Kaution, noch eine Autorisierung mit einer chinesischen (nicht-Prepaid) Telefonnummer verlangt.

## Geschichte
In Peking gab es seit 2005 ein Fahrradverleihsystem. Im August 2007 verfügte es über 5000 Räder an 31 Stationen an wichtigen Plätzen; sie wurden von dem privaten Unternehmen „Beijing Bicycle Rental Services“ betrieben. Es sind keine weiteren technischen Details bekannt. Da auch ein Franchising angeboten werden soll, wird angenommen, dass es sich um mit Personal besetzte Stationen handelt, ähnlich den in Schweizer Städten existierenden Containern. Die Franchisebetreiber sollen 1 Yuan pro Tag und Fahrrad bekommen sowie eine Gewinnbeteiligung. Die Räder können an beliebigen Stationen wieder zurückgegeben werden.
Ende August 2007 wurden Pläne veröffentlicht, dieses Netz noch vor Beginn der Olympischen Spiele im Jahr 2008 auf 50.000 Fahrräder an 200 bis 230 Stationen zu erweitern. Das Jahresabo kostet etwa zehn Euro (100 Yuan) oder einen Euro pro Tag, und es muss eine Sicherheit in Höhe 40 Euro (400 Yuan) bezahlt werden, die bei Rückgabe des Fahrrades jeweils erstattet wird. Im Jahr 2003 hatte Peking neun bis zehn Millionen registrierte private Fahrräder, die es ab 200 Yuan zu kaufen gibt. Im Bereich der Speichen tragen die Räder unternehmenseigene Werbung: „Für Pekings blauen Himmel“.
Während der Olympischen Spiele 2008 waren zirka 63 Stationen des Fahrradmietsystems in Betrieb.
In Peking wird der Ausbau dieses Bikesharing seit dem Jahr 2007 von der Abteilung gegen Fahrraddiebstahl des städtischen Büros für öffentliche Sicherheit in Zusammenarbeit mit der Pekinger Umweltverwaltung gemeinsam finanziell gefördert. Ein örtlicher Polizeisprecher bezeichnete gegenüber der Zeitung China Daily die zentrale Verwaltung von Fahrrädern mittels Bikesharing als effektivste Maßnahme, um den Bürgern die Sorge vor den Fahrraddiebstählen zu nehmen. Das habe die gleiche Priorität wie die Verminderung von Verkehrsstau, Luftverschmutzung und Lärm.
In den Jahren 2014 bis 2017 entstanden mehrere docklose App-basierte Fahrradverleihsysteme wie Ofo (ab 2014), Mobike (2015) und Bluegogo. Der Fahrradverleih boomte. Fahrradverleih wurde daraufhin neben Hochgeschwindigkeitszügen, Online-Shopping und Mobil-Zahlung im Bezug auf die Chinesische Geschichte als eine der Vier neue große Erfindungen der modernen Zeit erklärt.
Im Jahr 2018 dominierten Ofo und Mobike den chinesischen Markt und lieferten sind einen harten Preiskampf als es zu finanziellen Turbulenzen kam. Bluegogo hatte bereits im Jahr zuvor Insolvenz anmelden müssen, Teile wurden vom Fahrtvermittler DiDi übernommen, die eine eigene Fahrradverleih-Plattform gründeten, mit der auch Zugriff auf Ofo bestand. Mobike wurde von Meituan übernommen. Ofo musste ab 2019 erst Aktivitäten im Ausland aufgeben und war zwei Jahre darauf insolvent, die Reste wurden ebenfalls von DiDi übernommen. Abseits der Motropolen war HelloBike bereits stark vertreten und konnte sich während der Turbulenzen auch in den Metropolen etablieren.
Als Konsequenz aus den teils chaotischen Zuständen ungeordnet abgestellter Räder richtete die Stadt Peking und weitere Städte speziell markierte Abstellzonen für Leihräder ein. Das ordnungsgemäße Abstellen wird bei Rückgabe über die App kontrolliert.

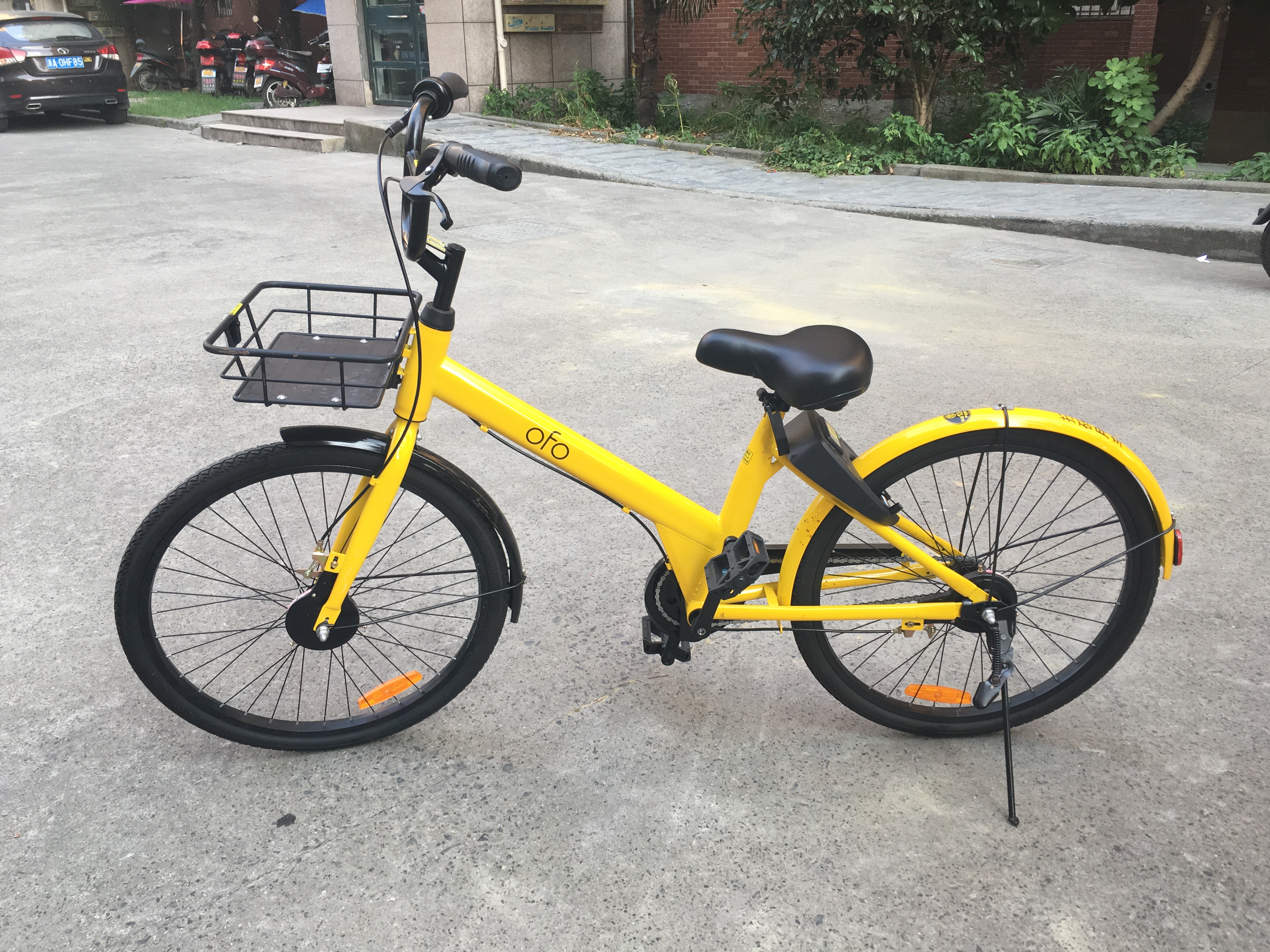
Ein Ofo-Rad im Jahr 2017
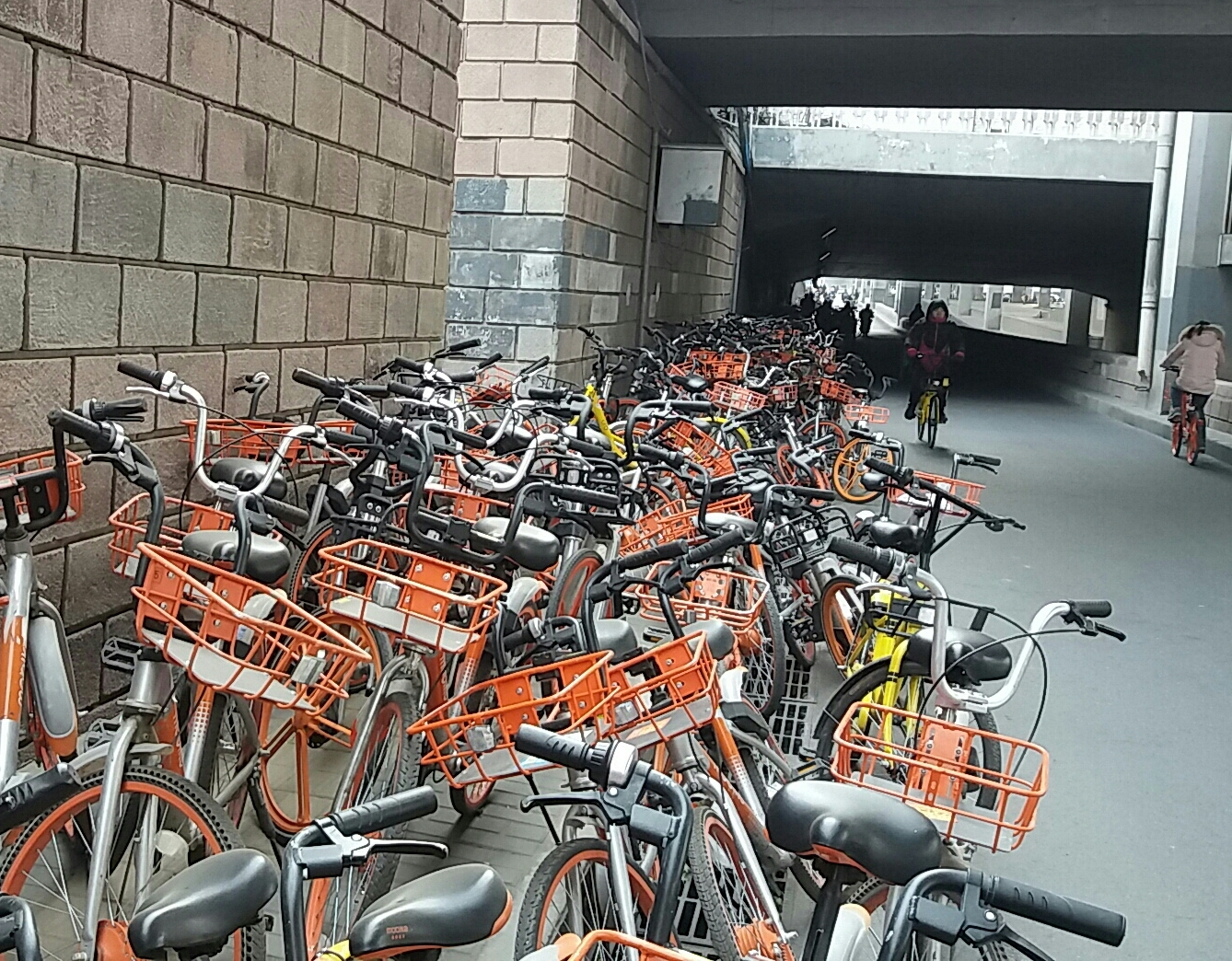
Mobike-Räder im Jahr 2017
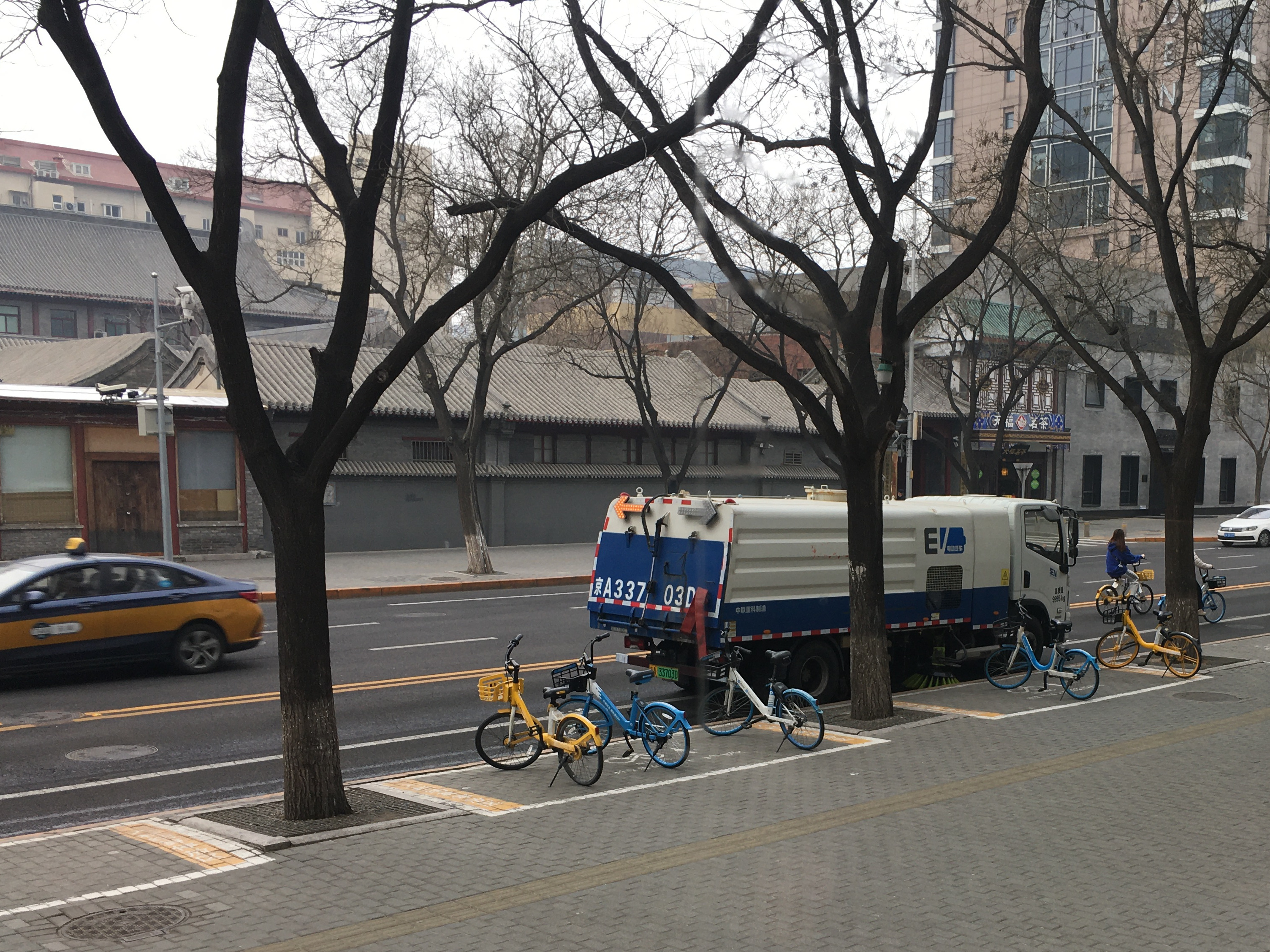
Markierte Abstellplätze für Leihräder im Jahr 2024
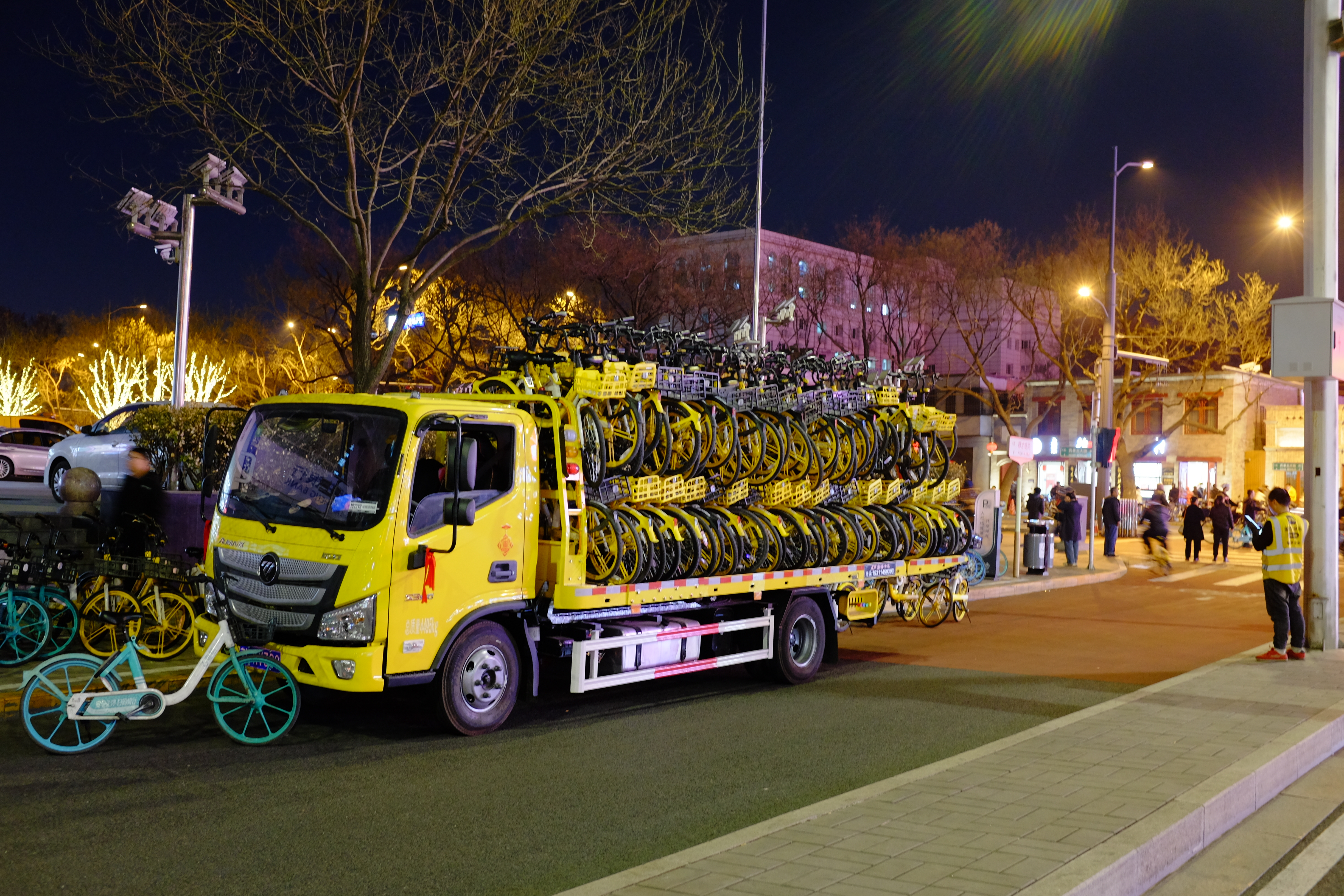
Lieferwagen mit Meituan-Rädern